# Lycophidion semiannule
Lycophidion semiannule – endemiczny gatunek niewielkiego, jajorodnego, niejadowitego węża należącego do rodziny Lamprophiidae.
Najdłuższa zanotowana samica mierzyła 31 centymetrów, samiec zaś 22 centymetry.
Występuje w Afryce Południowej – jest endemitem wyspy Benguerra w należącym do Mozambiku Archipelagu Bazaruto. Dawniejsze stwierdzenia z kontynentu afrykańskiego dotyczą Lycophidion acutirostre.